# Кутузов Михайло Іларіонович
Голени́щев-Куту́зов Миха́йло Іларіо́нович (5 (16) вересня 1745 — 16 (28) квітня 1813) — російський полководець і дипломат, генерал-фельдмаршал і світлійший князь (з 1812). Герой франко-російської війни 1812 року.

## Біографія
Єдиний син генерал-поручник сенатора Іларіона Матвійовича Голенищева-Кутузова (1717—1784) та його дружини Беклемішевої.
З семи років Михайло навчався вдома, в липні 1759 року вступив до Дворянської артилерійської та інженерної школи, де викладав його батько. Вже в грудні того ж року Кутузову призначили чин кондуктора 1-го класу.
В лютому 1761 року Михайло закінчив школу та з чином інженер-прапорщик залишився при школі як викладач математики. Через п'ять місяців став флігель-ад'ютантом ревельського генерал-губернатора Петера Августа Фрідріха Гольштейн-Бекського. Здібно керуючи канцелярією Гольштейн-Бекського, зумів швидко заслужити чин капітана в 1762 р. В тому ж році призначений командиром роти Астраханського піхотного полку, яким в той час командував Олександр Суворов. В 1770 переведений в 1-у армію генерал-фельдмаршала Петра Румянцева, що розташовувалася на півдні, та взяв участь у війні з Туреччиною, що розпочалася 1768 р. У 1774 р. під час бою з турками у Криму, Кутузов отримав важке поранення у скроню і праве око. Офіцер вижив, але око було пошкоджено.
Учасник російсько-турецької війни 1787—1791 років, під час якої брав участь у боях за Очаків та штурмі Ізмаїла. Після війни недовго був російським послом в Османській імперії. Після повернення Кутузов зумів увійти у довіру до всемогутнього тоді фавориту П. А. Зубову. Посилаючись на набуті в Туреччині навички, він приходив до Зубову за годину до його пробудження, щоб особливим чином варити для нього каву, яка потім відносила фавориту на увазі у багатьох відвідувачів. 
Це зіграло, мабуть, свою роль у призначенні Кутузова в командиром корпуса під час Російсько-польської війни 1792 року, а у 1795 році головнокомандувачем усіма сухопутними військами, флотилією і фортецями у Фінляндії, водночас з цим Казанським і В'ятським генерал-губернатором і директором Імператорського сухопутного шляхетного кадетського корпусу. Кутузов багато зробив поліпшення підготовки офіцерських кадрів: він викладав тактику, військову історію та інші дисципліни. 
1798 року стає генералом від інфантерії, потім того ж року, виконуючи дипломатичну місію в Пруссії, зумів домогтися вступу її до антифранцузької коаліції. 27 вересня 1799 року імператором Павлом I призначено командувачем експедиційним корпусом в Голландії і нагороджено орденом Святого Іоанна Єрусалимського. Дорогою до Голландії було відкликано до Росії. У 1799—1802 роках стає спершу був Литовським (з поєднання посади інспектора Берестейської дивізії), а потім Санкт-Петербурзьким генерал-губернатором і Фінляндським інспектором. 8 вересня 1800 року, в день закінчення військових маневрів на околицях Гатчини, імператор Павло I особисто вручив Кутузову Орден Святого Андрія Первозванного. У 1802 році відправлений у відставку за незадовільний стан поліції Санкт-Петербурга, але призначено шефом Псковського мушкетерського полку.
Під час російсько-австро-французької війни 1805 року Кутузов був відновлений на військовій службі і призначений командувачем російської армії у Австрії. Після поразки австрійців під Ульмом, Кутузов зі своєю армією змушений був відступити до Ольмюца. Кутузов командував російськими військами у битві під Аустерліцом, де вони зазнали катастрофічної поразки через помилки головного командування союзних військ.
17 (5) жовтня 1806 призначений Київським військовим губернатором з особливими повноваженнями контролювати також цивільні справи.. Опікувався переважно м.Київом і військом (8, 9, 18 та 22 дивізіями), фактично владу здійснювали цивільні губернатори та коменданти. Він активно взявся за наведення ладу в Києві: вирішувались проблеми з крадіжками та пограбуваннями будинків, освітленням вулиць ліхтарями тощо. На початку 1807 року Михайло Кутузов в листі до київського цивільного губернатора П. Панкратьєва пропонував використовувати в ліхтарях для освітлення вулиць олію замість свічок. Активно заохочував київське дворянство до участі в забезпеченні військових частин харчами і фуражем.
1808 року призначено командувачем Молдавського корпусу. У березні 1809 році наказано разом з молдавським корпусу рушити до Дунайської армії. Втім через розбіжності з питань подальшого ведення війни з головнокомандувачем генерал-фельдмаршалом О.О.Прозоровським, у липні Кутузова призначили литовським генерал-губернатором.
У 1811—1812 роках Кутузов очолював російські війська у російсько-турецькій війні 1806—1812 років. У квітні 1811 року прибув до армії. 4 липня 1811 року у битві біля Рущука завдав поразки османській армії на чолі із Ахмет-пашою. В боях з 14 жовтня до 5 грудня 1811 року біля Слободзеї здобув нову перемогу. 1812 року від імені Росії уклав з Османською імперією Бухарестський мирний договір, за яким східна частина Молдавського князівства (так звана Бессарабія) увійшла до складу Російської імперії. 
Із початком походу Наполеона на Росію 1812 року, Кутузов командував спершу Санкт-Петербурзьким, а потім Московським ополченням. У серпні 1812 року Кутузов став головнокомандувачем російської армії. Під його командуванням російські війська програли Бородінську битву та здали без бою французам Москву. Наказав підпалити Москву, щоби не дати французькій армії спокійно перезимувати. Завдяки сильним морозам та величезним втратам французької армії, Кутузов зміг перейти до контрнаступу і організував паралельне переслідування відступаючого противника, якому було завдано низку поразок у битвах при Вязьмі, Красному і на Березині.
18 грудня 1812 року імператор надав йому чин генерал-фельдмаршала, титул князя Смоленського і орден Св.Георгія 1 ступеню, ставшим першим в історії повним кавалером цього ордену. На початковому етапі очолив війська шостої коаліції, швидко просунувшись до Одера. 
17 квітня 1813 року застудився у міста Гайнау. Помер 20 квітня у німецькому місті Бунцлау.

## Відгуки сучасників
- Генерал граф Олександр Ланжерон: «Кутузов… поєднував у собі спритність, хитрість і справжні таланти із вражаючою аморальністю… Його жорстокість, грубість, коли він гарячкував або мав справу з людьми, яких нема чого боятись, і водночас його підлесливість, котра доходила до раболіпства стосовно поставлених вище, непоборна лінь, яка поширювалася на все, апатія, егоїзм і неделікатне ставлення у грошових справах були протилежними сторонами цієї людини»[4].

## Військові чини і звання
- Фур'єр в Інженерній школі (1759)
- Капрал (10.10.1759)
- Каптенармус (20.10.1759)
- Інженер-кондуктор (10.12.1759)
- Інженер-прапорщик (01.01.1761)
- Капітан (21.08.1762)
- Прем'єр-майор за бойові заслуги при Ларзі (07.07.1770)
- Підполковник за бойові заслуги при Попешти (08.12.1771)
- Полковник (28.06.1777)
- Бригадир (28.06.1782)
- Генерал-майор (24.11.1784)
- Генерал-поручик за взяття Ізмаїла (25.03.1791)
- Генерал від інфантерії (04.01.1798)
- Генерал-фельдмаршал за заслуги при Бородіно 26.08.1812 (30.08.1812)

## Родина
Михайло Кутузов 1778 року був вінчаний з Катериною Іллівною, уродженою Бібіковою. У подружжя народилися син Микола (помер немовлям) і п'ять доньок:
- Парасковія (1777—1844), дружина сенатора і камергера М. Ф. Толстого, мала восьмеро дітей.
- Ганна (1782—1846), дружина генерал-майора М. З. Хитрово, мала п'ятьох дітей.
- Єлизавета (1783—1839), у першому шлюбі — дружина військового інженера Ф. І. Тізенгаузена, у другому — генерал-майора М. Ф. Хитрово. Від першого шлюбу мала двох дітей.
- Катерина (1787—1826), у першому шлюбі — дружина князя М. Д. Кудашева, у другому — генерал-майора І. С. Сарачинського. Від першого шлюбу мала дочку.
- Дарія (1788—1854), дружина дійсного таємного радника Ф. П. Опочиніна.

## Галерея

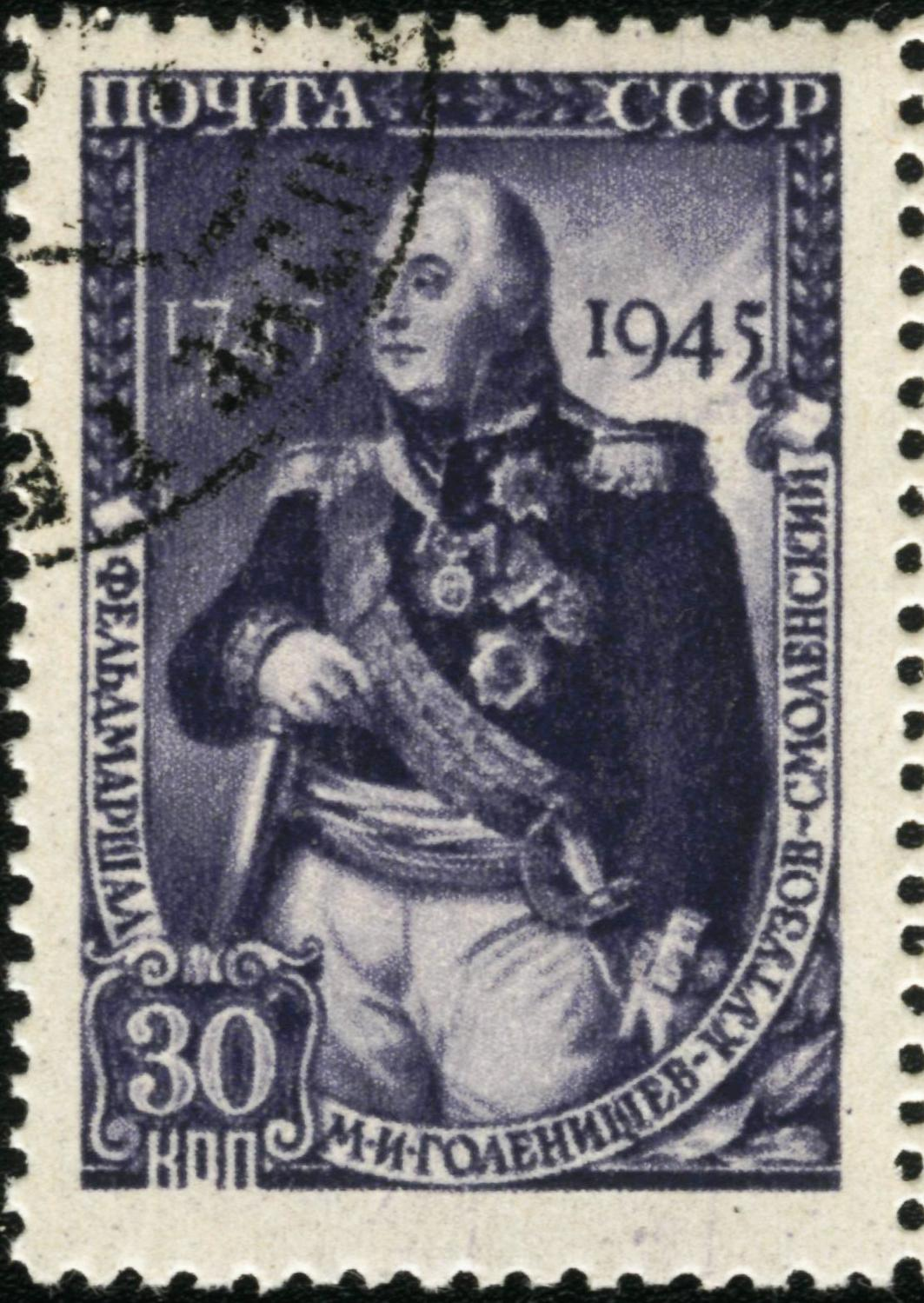
Поштова марка СРСР Фельдмаршал М. И. Голенищев-Кутузов-Смоленский, 1945
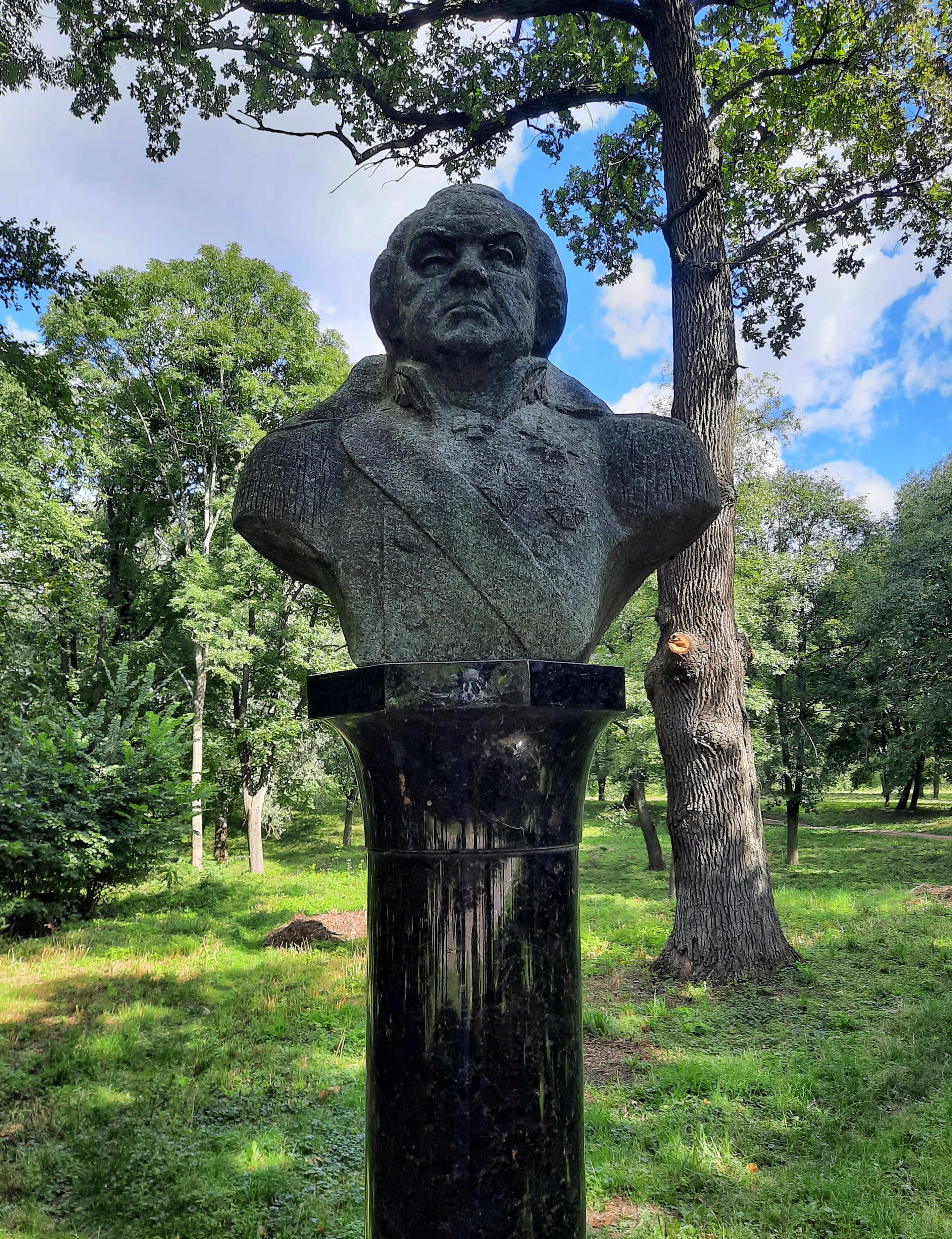
Погруддя Кутузову у місті Хорошів Житомирської області (демонтовано 12 жовтня 2022 року)
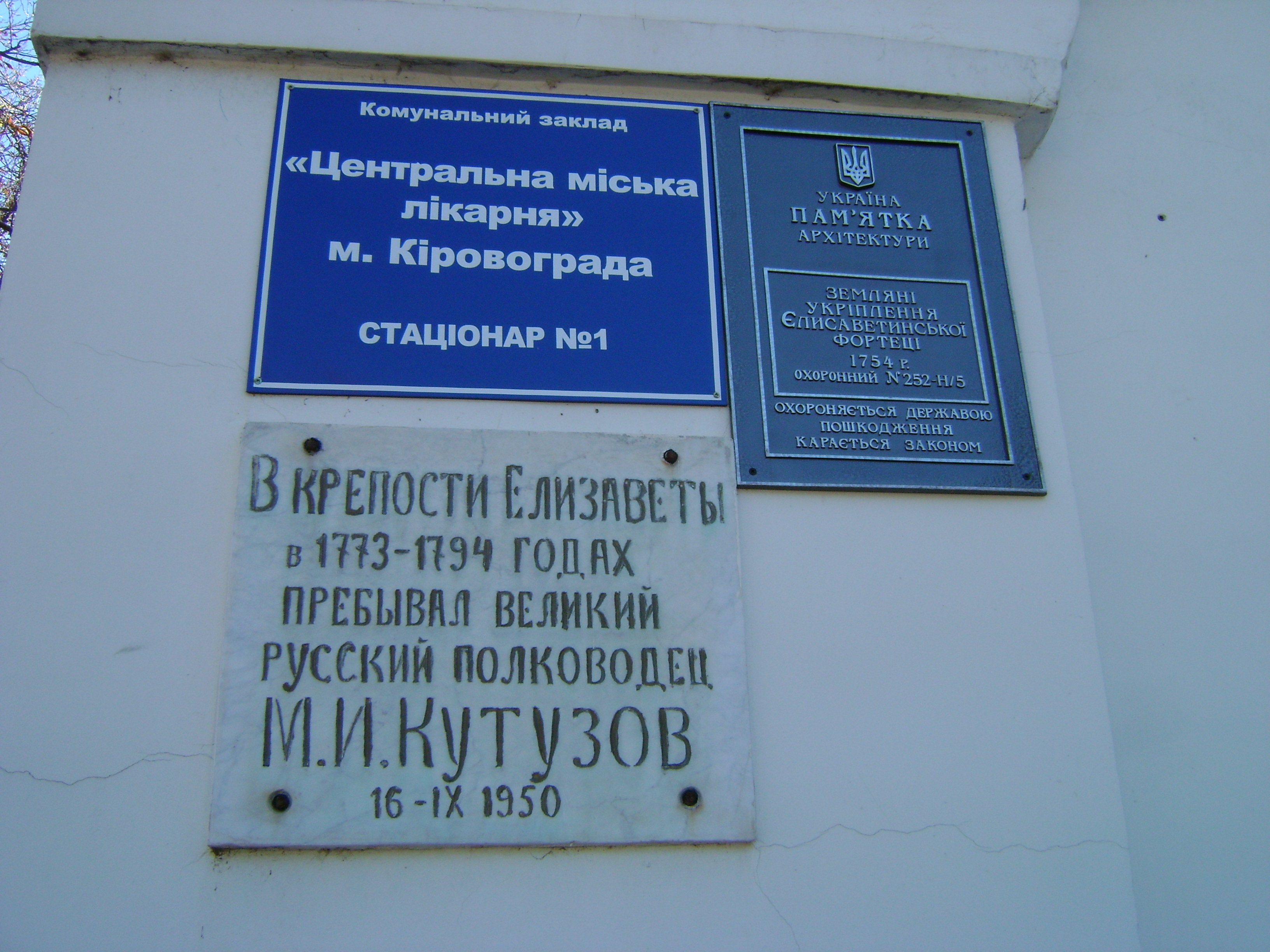
Пам'ятна табличка на одній з лікарень Кропивницького де він часто зупинявся (демонтована у 2022)